# Sacapuc
Sacapuc es una localidad, comisaría del municipio de Motul en el estado de Yucatán localizado en el sureste de México.

## Toponimia
El nombre Sacapuc proviene del idioma maya.

## Demografía
Según el censo de 2005 realizado por el INEGI, la población de la localidad era de 690 habitantes, de los cuales 352 eran hombres y 338 eran mujeres.
| 292                         | 371 | 477 | 561 | 602 | 703 | 674 | 747 | 949 | 831 | 715 | 671 | 690 |
| (Fuente: INEGI [Consultar]) |     |     |     |     |     |     |     |     |     |     |     |     |

## Galería

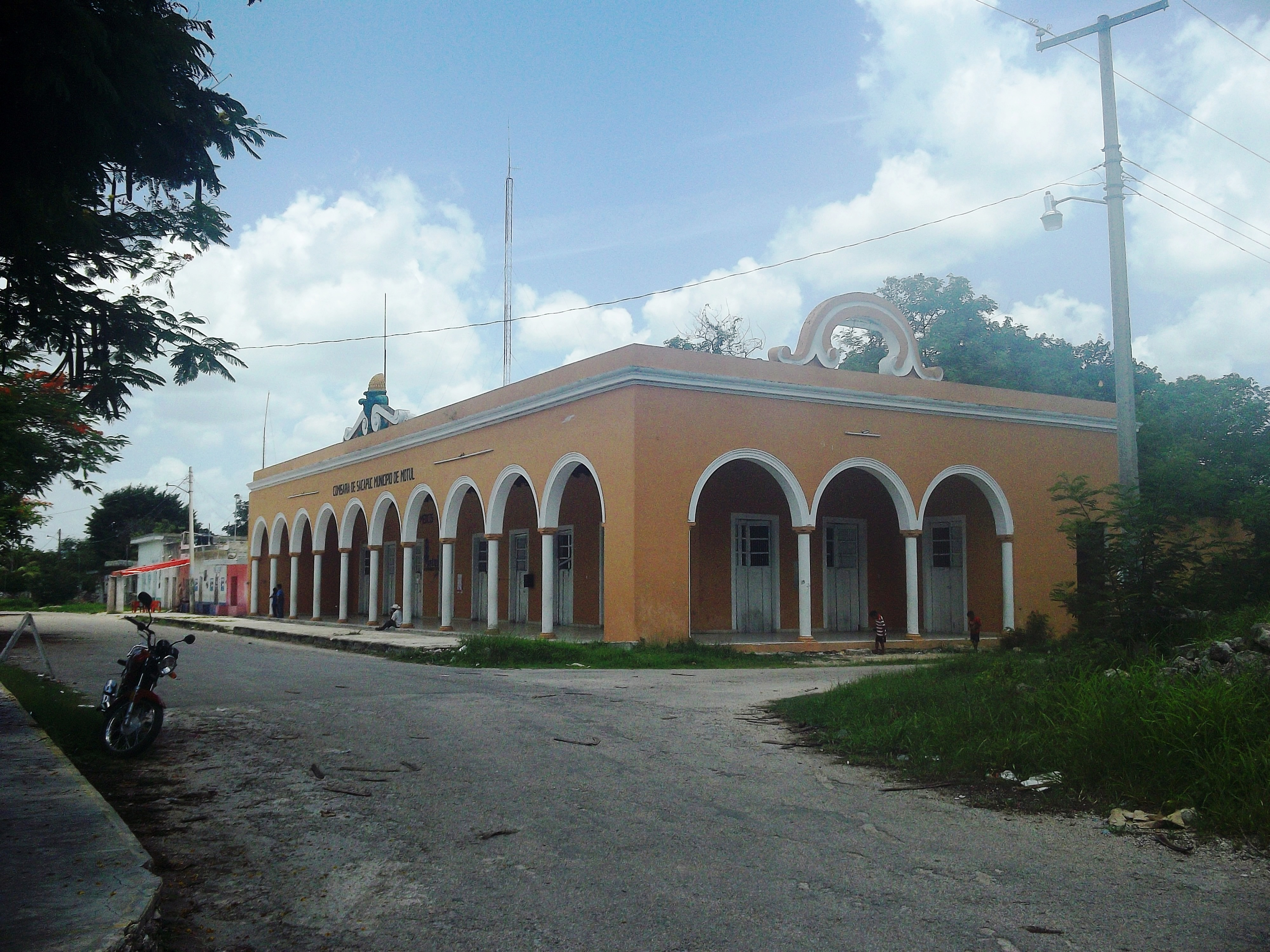
Casa comisarial de Sacapuc.
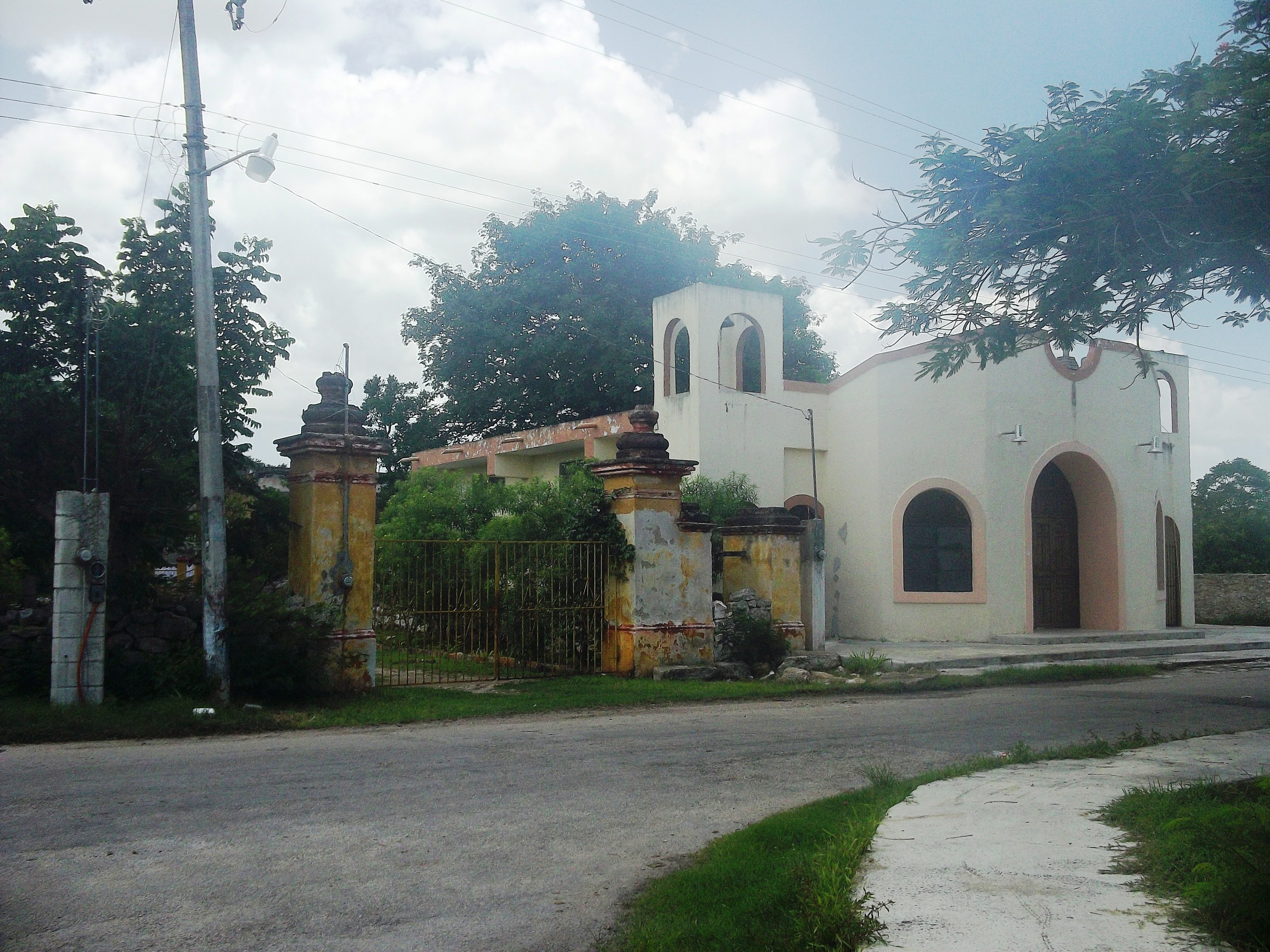
Iglesia principal de Sacapuc.
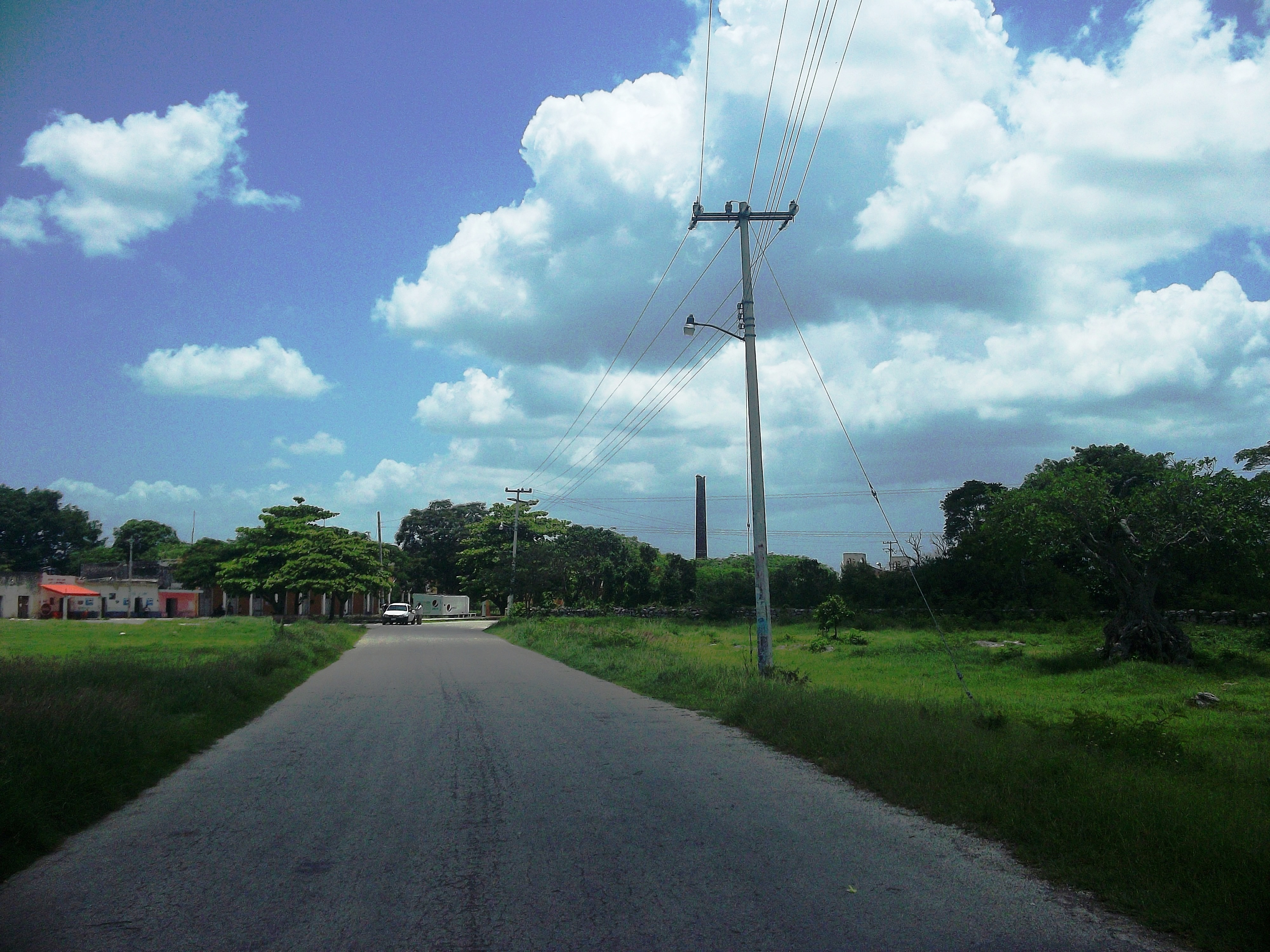
Parque principal de Sacapuc.
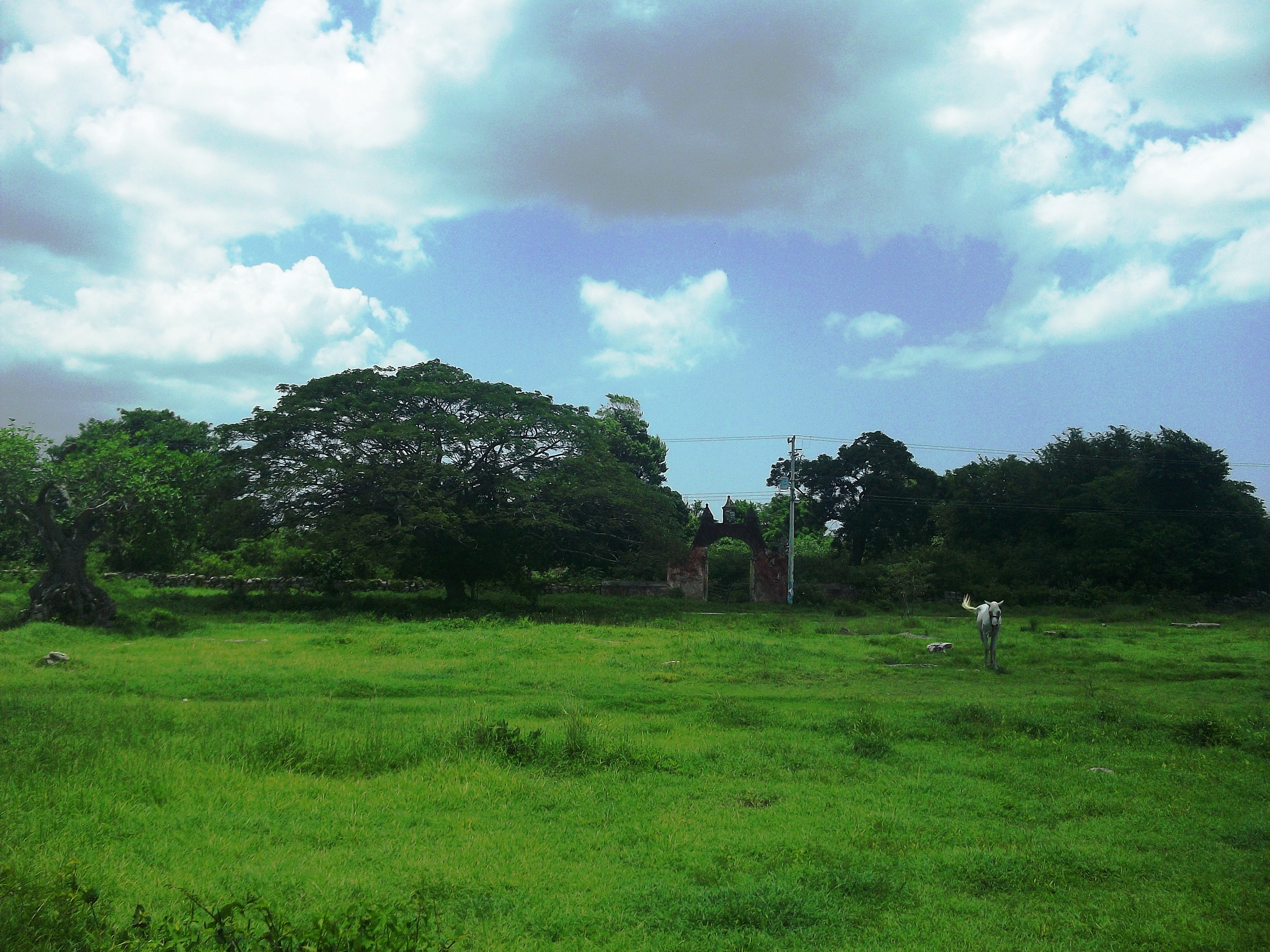
Vista de la hacienda de Sacapuc.
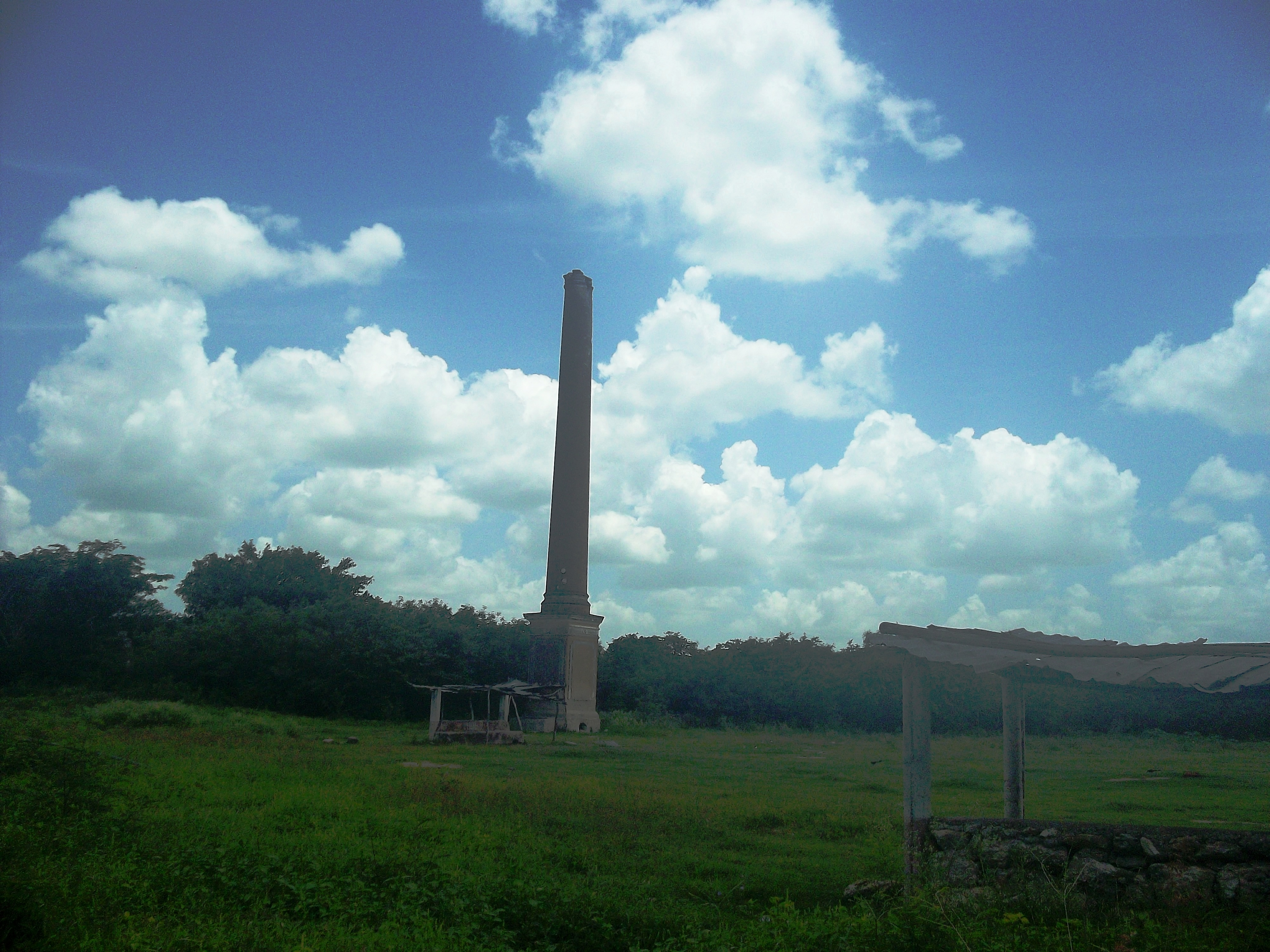
Vista de la hacienda de Sacapuc.